# Cristian Balgiu
Cristian Marian Balgiu (sinh ngày 3 tháng 8 năm 1994) là một cầu thủ bóng đá người România thi đấu ở vị trí tiền vệ cho Juventus București, theo dạng cho mượn từ Academica Clinceni.